# Medizin nach Noten
Medizin nach Noten war eine etwa zehnminütige Gymnastiksendung des DDR-Fernsehens.
Die Sendung lief seit Anfang der 1960er Jahre an jedem Werktag zum Sendebeginn (9.15 Uhr), später auch am Vorabend (auf wechselnden Sendeplätzen zwischen etwa 16.50 und 17.50 Uhr) im ersten Programm. Beim ursprünglichen Konzept handelte es sich um Filmproduktionen im Studio. Eine Sportmedizinerin erklärte die Übungen, zwei oder drei Gymnastinnen führten sie aus, Klaviermusik gab den Takt dazu.
Im Zuge des weltweiten Aerobic-Trends und des Erfolgs der ZDF-Sendereihe Enorm in Form wurde die Sendung Mitte der 80er Jahre neu konzipiert. Dem soll eine Unterbrechung der Sendereihe von Ende der 70er Jahre bis 1985 vorangegangen sein, was Abschriften von Sendeprogrammen allerdings nicht bestätigen. An die Stelle der Klavierbegleitung trat Popmusik, die Übungen wurden jeweils von einem Vorturner(m/w/d) und rund drei Dutzend Nachturnern(m/w/d) aller Altersklassen in der großen Halle des Berliner Sport- und Erholungszentrums ausgeführt. Ein Moderator(m/w/d) erklärte, welche Gesundheits- und Trainingseffekte die Übungen haben sollten.